# RORB
RORB (англ. Nuclear receptor ROR-beta) – білок, який кодується однойменним геном, розташованим у людей на короткому плечі 9-ї хромосоми. Довжина поліпептидного ланцюга білка становить 470 амінокислот, а молекулярна маса — 53 220.
| 10         |  | 20         |  | 30         |  | 40         |  | 50         |
| ---------- |  | ---------- |  | ---------- |  | ---------- |  | ---------- |
| MCENQLKTKA |  | DATAQIEVIP |  | CKICGDKSSG |  | IHYGVITCEG |  | CKGFFRRSQQ |
| NNASYSCPRQ |  | RNCLIDRTNR |  | NRCQHCRLQK |  | CLALGMSRDA |  | VKFGRMSKKQ |
| RDSLYAEVQK |  | HQQRLQEQRQ |  | QQSGEAEALA |  | RVYSSSISNG |  | LSNLNNETSG |
| TYANGHVIDL |  | PKSEGYYNVD |  | SGQPSPDQSG |  | LDMTGIKQIK |  | QEPIYDLTSV |
| PNLFTYSSFN |  | NGQLAPGITM |  | TEIDRIAQNI |  | IKSHLETCQY |  | TMEELHQLAW |
| QTHTYEEIKA |  | YQSKSREALW |  | QQCAIQITHA |  | IQYVVEFAKR |  | ITGFMELCQN |
| DQILLLKSGC |  | LEVVLVRMCR |  | AFNPLNNTVL |  | FEGKYGGMQM |  | FKALGSDDLV |
| NEAFDFAKNL |  | CSLQLTEEEI |  | ALFSSAVLIS |  | PDRAWLIEPR |  | KVQKLQEKIY |
| FALQHVIQKN |  | HLDDETLAKL |  | IAKIPTITAV |  | CNLHGEKLQV |  | FKQSHPEIVN |
| TLFPPLYKEL |  | FNPDCATGCK |  |            |  |            |  |            |

A: Аланін

C: Цистеїн

D: Аспарагінова кислота

E: Глутамінова кислота

F: Фенілаланін

G: Гліцин

H: Гістидин

I: Ізолейцин

K: Лізин

L: Лейцин

M: Метіонін

N: Аспарагін

P: Пролін

Q: Глутамін

R: Аргінін

S: Серин

T: Треонін

V: Валін

W: Триптофан

Кодований геном білок за функціями належить до рецепторів, активаторів, білків розвитку. 
Задіяний у таких біологічних процесах, як транскрипція, регуляція транскрипції, біологічні ритми. 
Білок має сайт для зв'язування з іонами металів, іоном цинку, ДНК. 
Локалізований у ядрі.